# Elytrimitatrix fuscula
Elytrimitatrix fuscula är en skalbaggsart som först beskrevs av Bates 1885.  Elytrimitatrix fuscula ingår i släktet Elytrimitatrix och familjen långhorningar. Inga underarter finns listade i Catalogue of Life.